# Olaf Bodden
Olaf Bodden (Kalkar, 4 mei 1968) is een voormalige Duitse voetballer. Hij beëindigde zijn actieve carrière in 1997 omdat hij leed aan klierkoorts en vervolgens chronischevermoeidheidssyndroom (ME/CVS). 
Als speler van TSV 1860 München Bodden scoorde 25 keer in 67 wedstrijden; hij is topscorer van Hansa Rostock in de 2. Bundesliga.
"Der müde Stürmer" is de titel van een Duitse documentaire over Boddens strijd tegen het chronischevermoeidheidssyndroom.